# Jerzy Gutt
Jerzy Gutt (ur. 1769, zm. 20 października 1836), farmaceuta i aptekarz wileński.
Pochodził z kalwńskiej rodziny, osiadłej w Brodnicy, później w Wilnie. Pracował jako urzędnik farmacji w zarządzie gubernialnym, następnie prowadził własną aptekę przy ulicy Wielkiej, gdzie posiadał także dużą kamienicę (zwaną domem Gutta). W 1805 był w gronie członków-założycieli Wileńskiego Towarzystwa Lekarskiego, w latach 1806-1817 pełnił funkcję skarbnika towarzystwa. Redagował pierwsze polskie pismo specjalistyczne "Pamiętnik Farmaceutyczny Wileński", wydawane przez Wydział Farmaceutyczny Wileńskiego Towarzystwa Lekarskiego. Na łamach tego periodyku ogłosił m.in. Postrzeżenia względem olejku lotnego z gałek muszkatołowych (1820), O sposobie robienia czarnego siarczyku żywego srebra (aethiopsmin) (1820), Wiadomość o fałszowaniu kubeby (1822) oraz przekład pracy J. A. Buchnera Rzecz o ważności farmacji we względzie naukowo-politycznym z dołączeniem myśli w jej podniesieniu (1822).
W 1832 mimowolnie przyczynił się do śmierci księżnej Stefanii Radziwiłłowej-Wittgensteinowej. Za pośrednictwem zięcia Mikołaja Malinowskiego przygotował truciznę rzekomo dla cara Mikołaja I, a w rzeczywistości dla księżnej, którą chciał zamordować mąż, feldmarszałek rosyjski Ludwik Wittgenstein. Kilka lat później Gutt zamierzał zgłosić sprawę wymiarowi sprawiedliwości, ale wkrótce sam padł ofiarą zabójstwa. Za winnego śmierci aptekarza uznano służącego Malinowskiego W. Skorupskiego, którego skazano na zesłanie. Gutt został pochowany na cmentarzu ewangelickim w Wilnie.
Był członkiem loży masońskiej. Poza córką, Anną, która wyszła za mąż za Mikołaja Malinowskiego, i Ludwiką (za Brekowskim, później Polkowskim) miał synów Aleksandra,absolwenta Wydziału Prawa Uniwersytetu Warszawskiego, Edwarda, urzędnika poselstwa rosyjskiego w Teheranie oraz Ferdynanda, lekarza i towiańczyka. Jego żona, Teresa z Fiszerów (zm. 1832), wspierała studentów uwięzionych podczas procesu filomatów, czego ślad znalazł się w Dziadach cz. III w scenie balu u Senatora w osobie pani Kmitowej.